# Prodajus lobiancoi
Prodajus lobiancoi là một loài chân đều trong họ Dajidae. Loài này được Bonnier miêu tả khoa học năm 1903.